# Омар Візінтін
Омар Візінтін (22 жовтня 1989 , Мерано, Трентіно-Альто-Адідже ) — італійський сноубордист, срібний та бронзовий призер Олімпійських ігор 2022 року.

## Олімпійські ігри
| Рік  | Місто                     | Сноубордкрос | Командний сноубордкрос |
| ---- | ------------------------- | ------------ | ---------------------- |
| 2014 | Сочі, Росія               | 12           | Н/Д                    |
| 2018 | Пхьончхан, Південна Корея | 25           | Н/Д                    |
| 2022 | Пекін, Китай              | 3            | 2                      |

## Чемпіонат світу
| Рік  | Місто                  | Сноубордкрос | Командний сноубордкрос |
| ---- | ---------------------- | ------------ | ---------------------- |
| 2011 | Ла Моліна, Іспанія     | 25           | —                      |
| 2013 | Стоунхем, Канада       | 22           | —                      |
| 2015 | Крайшберг, Австрія     | 29           | —                      |
| 2017 | Сьєрра-Невада, Іспанія | 9            | 10                     |
| 2019 | Юта, США               | 18           | 2                      |
| 2021 | Ідре, Швеція           | 20           | 6                      |